# 鳳凰座SX型變星
鳳凰座SX型變星是變星的一種，這些恆星的亮度表現出在0.03～0.08天 （0.7～1.9小時）的短週期脈動變化，它們的光譜類型在A2～F5，星等變化可以達到0.7等。相較於太陽，這些恆星的金屬量較低，這意味著其它元素相較於氫和氦的豐度是較低的。在恆星光譜分類中，相較於同類型的恆星，它們有著較高的空間速度和低光度，這些屬性使鳳凰座SX型變星和表兄弟的盾牌座δ型變星有所區別。後著有著較長的週期、高金屬量和較大的變光幅度。
鳳凰座SX型變星主要分出現在球狀星團和銀暈中，變光週期和亮度明顯的有周光關係。所有已知在球狀星團中的鳳凰座SX型變都是藍離散星，這些恆星看起來比在同一個星團中有著相同發光度的主序星更藍 (有著更高的溫度)。

## 列表
下表篩選出一些無論業餘或專業天文學家都感興趣的鳳凰座SX型變星。除非另有說明，給定的星等都是V波段。
| 恆星     | 最亮 星等 | 最暗 星等 | 週期 （日） | 光譜 類型 |
| -------- | --------- | --------- | ----------- | --------- |
| 鳳凰座SX | 6.76      | 7.53      | 0.055       | A2V       |
| HD 94033 | 9.46      | 10.26     | 0.060       | B9III/IV  |
| 飛馬座DY | 10.00     | 10.56     | 0.073       | F5        |
| 寶瓶座CY | 10.42     | 11.20     | 0.061       | B8        |
| 大熊座AE | 10.86     | 11.52     | 0.086       | A9        |
| 天鵝座XX | 11.28     | 12.13     | 0.135       | A5-F5     |
| 鹿豹座BL | 12.92     | 13.25     | 0.039       |           |
| 玉夫座BX | 13.42     | 13.71     | 0.037       | A         |

## 註解
1. 1 2  雙模